# قرة كندي
قرة كندي (بالفارسية: قره‌کندی) هي قرية تقع في قسم بسطام الريفي (مقاطعة تشايبارة) في إيران. يقدر عدد سكانها بـ 1,018 نسمة .